# Kecamatan Cipeundeuy (distrikt i Indonesien, lat -6,78, long 107,36)
Kecamatan Cipeundeuy är ett distrikt i Indonesien.   Det ligger i provinsen Jawa Barat, i den västra delen av landet, 80 km sydost om huvudstaden Jakarta.